# Suối Cắt
Suối Cắt là phụ lưu cấp 1 của dòng sông Lam chảy ở huyện Kỳ Sơn và Tương Dương tỉnh Nghệ An .

## Dòng chảy
Suối Cắt khởi nguồn từ vùng núi đông nam xã Mường Lống huyện Kỳ Sơn, Nghệ An 19°26′41″B 104°24′19″Đ / 19,444722°B 104,405278°Đ.
Suối chảy hướng đông nam qua xã Bảo Thắng tới xã Lượng Minh huyện Tương Dương thì đổ vào sông Lam ở vùng đất bản Sốp Bột và bản Can, nay là lòng hồ Thủy điện Bản Vẽ . Biên tập "Danh mục địa danh dân cư... tỉnh Nghệ An" nhiều lỗi, không cho phép tra cứu hành chính khu vực này .